# 铃木贤一
铃木贤一（日语：／ Suzuki Ken'ichi，1969年2月16日—），日本男子摔跤运动员。他曾代表日本参加1994年亚洲运动会摔跤比赛，获得一枚银牌。他也曾参加1992年和1996年夏季奥林匹克运动会。